# St. Peter (Lerchenfeld)

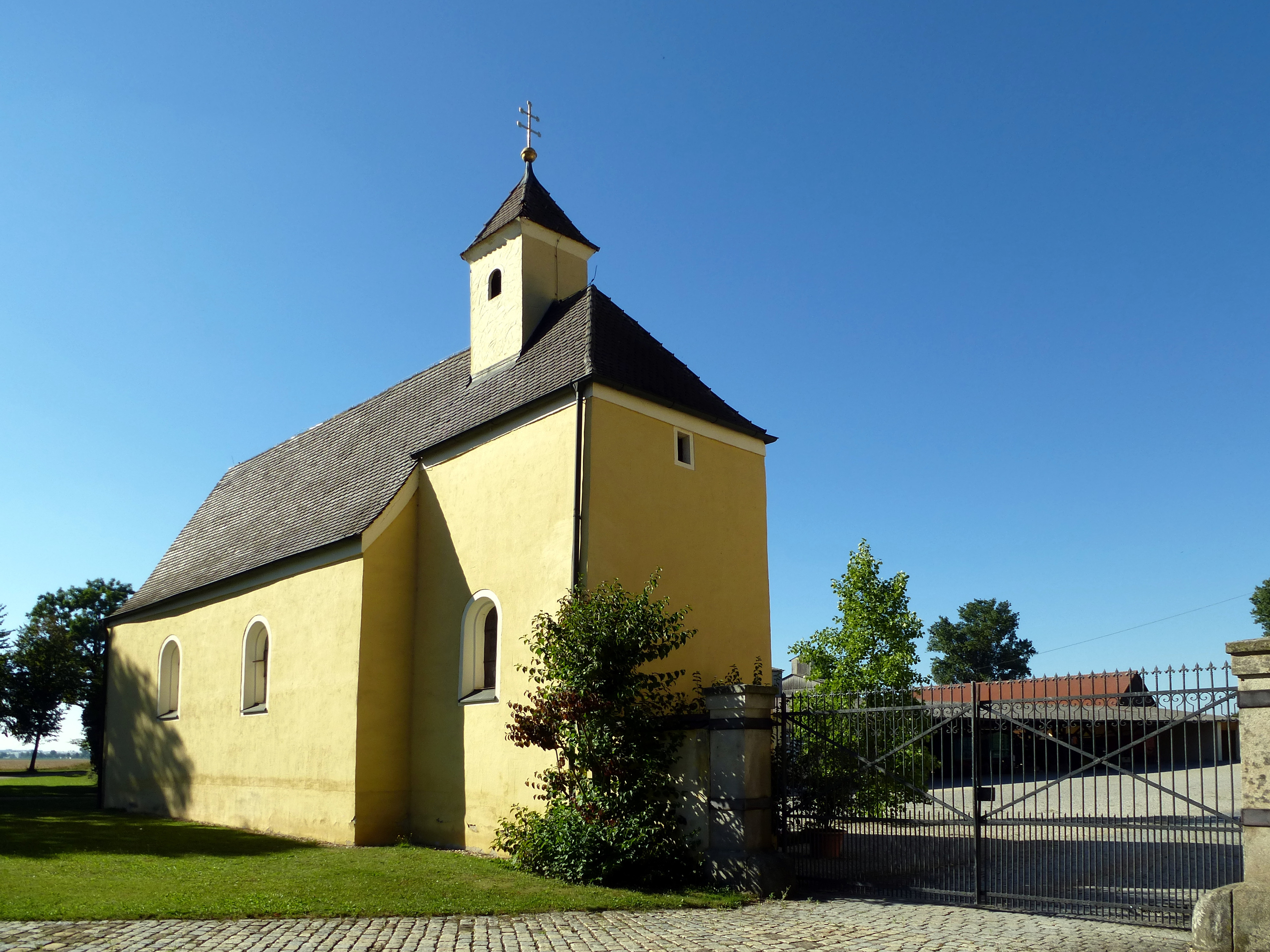

St. Peter ist eine denkmalgeschützte römisch-katholische Kapelle im Neutraublinger Ortsteil Lerchenfeld. Kirchenorganisatorisch gehört St. Peter zur Pfarrei St. Mauritius in der benachbarten Gemeinde Mintraching.

## Baugeschichte
Die nach dem Heiligen Petrus benannte Kapelle wurde in der Mitte des 13. Jahrhunderts im Stil einer gotischen Saalkirche mit eingezogenem Rechteckchor erbaut. Geweiht wurde sie gemäß einer im Inneren des Gebäudes befindlichen Inschrift 1261 von Bischof Albertus Magnus.

## Ausstattung
Einzigartig an der Kapelle sind ornamental gerahmte gotische Fresken mit Szenen aus dem Neuen Testament, die bei Renovierungsarbeiten 1910 entdeckt und restauriert wurden. Obwohl durch die spätere Vergrößerung von Fenstern teilweise zerstört, sind auf den Wandmalereien an der Ostwand die Enthauptung des Hl. Johannes Baptist und das Gastmahl des Herodes zu sehen. Weitere Darstellungen lassen die Kreuzigung Christi, die Fußwaschung und unter anderem die Hl. Maria Magdalena und das Noli me tangere erkennen.
In der Kirche befindet sich ein um 1787 entstandener frühklassizistischer Altar.